# Cleburne megye (Alabama)
Cleburne megye az Amerikai Egyesült Államokban, azon belül Alabama államban található. Megyeszékhelye és legnagyobb városa Heflin.Az állam északkeleti részén található Cleburne megyében található a Talladega Nemzeti Erdő, valamint Alabama legmagasabb pontja, is itt van a Cheaha Mountain, a Cheaha State Parkban található. A tizenkilencedik században a területen sok fajta értékes ásványi anyagot termeltek többek között aranyat, rezet és a csillámpalát. Cleburne megyében számos park és tó található ahol az ide látogatok kikapcsolódhatnak. A megyét választott négytagú bizottság irányítja. Lakosainak száma 15 056 fő (2020. április 1.). Cleburne megye Cherokee, Clay, Polk, Haralson, Carroll, Randolph, Talladega és Calhoun megyékkel határos.

## Története
Cleburne megyét 1866. december 6-án alapították Randolph, Talladega és Calhoun megyék egyes részeiből. A megyét az arkansasi Patrick Cleburne konföderációs tábornokról nevezték el, aki 1864-ben vesztette életét a franklini csatában. Cleburne megye területén régebben a Creek és Cherokee indiánok éltek. Az első telepesek az 1820-as években érkeztek a területre, és Edwardsville városa lett a megyeszékhely. A terület ritkán lakott volt egészen az 1830-as évekig, amikor aranyat fedeztek fel Arbacoochee és Chulafinnee környékén a megye déli részén. 1836-ra mintegy 5000 bányász költözött a területre a meggazdagodás reményében. 1849-ben aranyat találtak Kaliforniában ez tönkretette a Cleburne megyei bányászatot, de a becslések szerint több mint 1 millió dollár értékű aranyat bányásztak ki a területen. A tizenkilencedik század végén a megye déli részén rezet és csillámpalát is találtak, de a kitermelés nem kezdődött meg. A tizenkilencedik század végén egy Fruithurst nevű város borászata rövid időre népszerű turisztikai célponttá vált. De a pincészet tönkre ment amikor is a huszadik század elején egy betegség elpusztította a szőlőtermést. 1882-ben a Georgia-Pacific vasútvonalat Atlantától meghosszabbították Heflin városáig, a megye nyugati-középső részén. 1905-ben a megyében szavazást tartottak annak eldöntésére, hogy a megyeszékhelyet Edwardsville-ből Heflin be helyezzék e át. A választási eredmények és az azt követő alabamai legfelsőbb bíróság döntése Heflin nek kedvezett, amely azóta a megyeszékhely.

## Népesség
A 2020-as népszámlálási becslések szerint Cleburne megye lakossága 15 056 fő volt a következő eloszlás szerint.
| Rassz            | lélekszám | százalék | rangsor az állam 67 megyéje közül |
| ---------------- | --------- | -------- | --------------------------------- |
| Teljes           | 15056 fő  | 0,29     | 54                                |
| Fehér            | 13740 fő  | 91,3     | 2                                 |
| Több rasszú      | 494 fő    | 3,3      | 35                                |
| Afroamerikai     | 457 fő    | 3,0      | 62                                |
| Spanyol          | 284 fő    | 1,9      | 50                                |
| Őslakos és egyéb | 60 fő     | 0,4      | 55                                |
| Ázsiai           | 21 fő     | 0,1      | 58                                |

A megyeszékhelynek, Heflinnek 3453 lakosa volt.
 További jelentősebb települések közé tartozik Ranburne, Fruithurst és Edwardsville. 
A háztartások medián jövedelme Cleburne megyében 46 320 dollár volt, szemben az állam egészére vonatkozó 52 035 dollárral, az egy főre jutó jövedelem pedig 24 723 dollár volt, szemben az állam egészének 28 934 dollárjával.
A megye népességének változása:
| Lakosok száma | 14 969 | 14 960 | 14 885 | 14 994 | 15 018 | 15 056 |
|               | 2010   | 2011   | 2012   | 2013   | 2015   | 2020   |

## Gazdaság
Cleburne megyében a mezőgazdasági termelés volt a fő bevételi forrás a tizenkilencedik században. A gazdák kukoricát, zabot, búzát és gyapotot termesztettek, és szarvasmarhát tartottak. Az 1830-as években aranyat fedeztek fel a megye déli részén, több ezer bányász érkezett a megye területére, de amikor 1849-ben kitört a  kaliforniai aranyláz a munkások inkább ott próbáltak szerencsét. A tizenkilencedik és a huszadik század elején számos gazdasági vállalkozás indult, beleértve a réz- és csillámpala bányászatot és a borkészítést is, de a rossz közlekedési viszonyok és a mezőgazdasági betegségek miatt kudarcot vallottak. A megye sűrű erdősségei kedvező feltételeket teremtettek a fa- és papíripar számára. Az 1950-es évek közepén a megye "Alabama brojler fővárosa" néven vált ismertté, mert megépítettek egy hatalmas baromfi-feldolgozó üzemet amit azonban tulajdonosai 2006 szeptemberében bezártak miután egy tűz súlyosan megrongálta. További gyártók közé tartozik a Heflin Chenille, a fürdőköpenyek második legnagyobb gyártója, valamint a férfi és női öltönyöket gyártó Sewell Manufacturing.

## Foglalkoztatás
A 2020-as népszámlálási becslések szerint Cleburne megyében a munkaerő a következő ipari kategóriák között oszlik meg:
- Feldolgozóipar (20,8 százalék)
- Oktatási szolgáltatások, valamint egészségügyi és szociális segélyek (18,0 százalék)
- Építőipar (12,2 százalék)
- Kiskereskedelem (8,4 százalék)
- Szakember, tudományos, gazdálkodási, valamint adminisztratív és hulladékgazdálkodási szolgáltatások (7,3 százalék)
- Művészeti, szórakoztatási, rekreációs, valamint szállás- és étkezési szolgáltatások (6,4 százalék)
- Közigazgatás (6,0 százalék)
- Szállítás és raktározás, valamint közüzemi szolgáltatások (5,0 százalék)
- Pénzügy és biztosítás, valamint ingatlanügy, bérbeadás és lízing (4,1 százalék)
- Egyéb szolgáltatások, kivéve a közigazgatást (4,1 százalék)
- Nagykereskedelem (4,1 százalék)
- Mezőgazdaság, erdőgazdálkodás, halászat és vadászat, valamint kitermelő (3,4 százalék)
- Információ (0,3 százalék)

## Oktatás
A Cleburne megyében nyolc iskola található.

## Földrajz
Az 1453 négyzetkilométer területű Cleburne megye az állam északkeleti részén fekszik a piemonti dombságon. A megye nyugati része a Talladega Nemzeti Erdőben található. A Tallapoosa folyó a megye délkeleti részén fut végig. Az Interstate 20 autópálya Cleburne megye fő közlekedési útvonala, amely kelet-nyugati irányban halad át a megye déli részén. Az U.S. 78 és az US 431 a megye további főbb útvonalai.

## Események és érdekes helyek
A Talladega Nemzeti Erdő Shoal Creek Ranger körzete Cleburne megye nyugati felének nagy részét le fedi, és kedvező feltételeket nyújt a túrázok számára. A Pinhoti Trail utolsó szakasza is a megyében ér véget. Ezenkívül a Cheaha State Park egyes részei Cleburne megyében találhatók. A Heflintől északra található High Rock Lake és Morgan Lake ideális a horgászathoz. A Heflin's Parks and Recreation Department ad otthont az éves Outdoor Jamboree-nak kora ősszel, amelyen élőzene, szépségverseny, ételek, művészetek és kézműves foglalkozások, íjásztorna és gyermekkarnevál várja a vendégeket.